# Wolfgang Weichelt
Wolfgang Weichelt (* 9. April 1929 in Chemnitz; † 25. Juni 1993 in Berlin) war ein deutscher Staatswissenschaftler marxistisch-leninistischer Prägung. Er fungierte in der Deutschen Demokratischen Republik (DDR) ab 1964 als Professor für Staats- und Rechtstheorie sowie Staatsrecht an der Deutschen Akademie für Staats- und Rechtswissenschaft in Potsdam und von 1972 bis 1990 als Direktor des Instituts für Theorie des Staates und des Rechts der Akademie der Wissenschaften der DDR mit Sitz in Berlin-Mitte.

## Leben
Wolfgang Weichelt wurde 1929 in Chemnitz geboren und war nach dem Schulabschluss zunächst als Landarbeiter tätig. Er absolvierte ab 1946 eine Verwaltungsausbildung und arbeitete danach als Sachbearbeiter beim Rat der Stadt Chemnitz. Im gleichen Jahr wurde er Mitglied der Sozialistischen Einheitspartei Deutschlands (SED). Ab 1950 studierte er an der Deutschen Verwaltungsakademie, der späteren Deutschen Akademie für Staats- und Rechtswissenschaft (DASR), an der er 1953 einen Abschluss als Diplom-Staatswissenschaftler erlangte. Nach einer Aspirantur an der Lomonossow-Universität in Moskau promovierte er 1956.
Anschließend war er von 1956 bis 1959 als wissenschaftlicher Mitarbeiter am Institut für Rechtswissenschaft in Potsdam-Babelsberg und danach beim Zentralkomitee der SED in der Abteilung für Staats- und Rechtsfragen tätig. 1964 wurde er Professor für Staats- und Rechtstheorie sowie Staatsrecht an der DASR, an der er bis 1966 auch das Institut für rechtswissenschaftliche Forschung leitete. Von 1966 bis 1972 war er erneut wissenschaftlicher Mitarbeiter beim ZK der SED. Ab 1972 fungierte er als Direktor des neugegründeten Instituts für Theorie des Staates und des Rechts der Akademie der Wissenschaften der DDR mit Sitz in Berlin-Mitte. Nach der politischen Wende in der DDR wurde im März 1990 Karl-Heinz Röder zu seinem Nachfolger gewählt. Wolfgang Weichelt wurde im gleichen Jahr invalidisiert und starb 1993 in Berlin.

## Wirken
Schwerpunkt des wissenschaftlichen Wirkens von Wolfgang Weichelt war die marxistisch-leninistische geprägte Staats- und Verfassungstheorie des Sozialismus in der DDR. Er war wesentlich mitbeteiligt an der Ausarbeitung der Verfassung der DDR von 1968 und gehörte von 1967 bis 1990 der Volkskammer an, deren Verfassungs- und Rechtsausschuss er als Vorsitzender leitete. Darüber hinaus wurde er 1971 Mitglied des DDR-Komitees für europäische Sicherheit und Zusammenarbeit, das der Vorbereitung der KSZE diente, und 1977 stellvertretender Vorsitzender des Ausschusses für parlamentarische, juristische und Menschenrechtsfragen bei der Interparlamentarischen Union. Wolfgang Weichelt stand dem Rat für staats- und rechtswissenschaftliche Forschung der DDR vor.

## Auszeichnungen
Wolfgang Weichelt war ab 1977 korrespondierendes sowie ab 1985 ordentliches Mitglied des Akademie der Wissenschaften der DDR. Darüber hinaus gehörte er ab 1979 der Académie internationale de droit comparé (Akademie für vergleichendes Recht) in Paris und der Ungarischen Akademie der Wissenschaften an. Er erhielt 1989 den Vaterländischen Verdienstorden in Gold und 1988 einen Ehrendoktortitel der Akademie für Rechts- und Staatswissenschaft der DDR in Potsdam.

## Schriften (Auswahl)
- als Mitherausgeber: Verfassung der DDR: Dokumente, Kommentar. Berlin 1969.
- Der sozialistische Staat – Hauptinstrument der Arbeiterklasse zur Gestaltung der sozialistischen Gesellschaft. Berlin 1972.
- mit Karl-Heinz Röder: Das Dilemma des Antikommunismus in der Staatsfrage, in: Zur Kritik der Bürgerlichen Ideologie (40), herausgegeben von Manfred Buhr, Berlin 1974, DNB 740464272
- als Mitherausgeber: Marxistisch-Leninistische Staats- und Rechtstheorie. Berlin 1980.
- mit Karl-Heinz Röder: Politische Systeme im Klassenkampf, Thesen (Auszüge), in: Staat und Recht, 10/1982, Seite 876 ff.
- Die Marxsche Grundlegung wissenschaftlicher Verfassungstheorie, in: Karl-Heinz Röder (Hrsg.): Karl Marx und die politische Theorie der Gegenwart, Berlin 1983, Seite 135 ff.
- Der Staat im politischen System der DDR. Berlin 1986.
- als Herausgeber: Zur Wirksamkeit und Effektivität des sozialistischen Rechts. Berlin 1988.